# 타오르미나

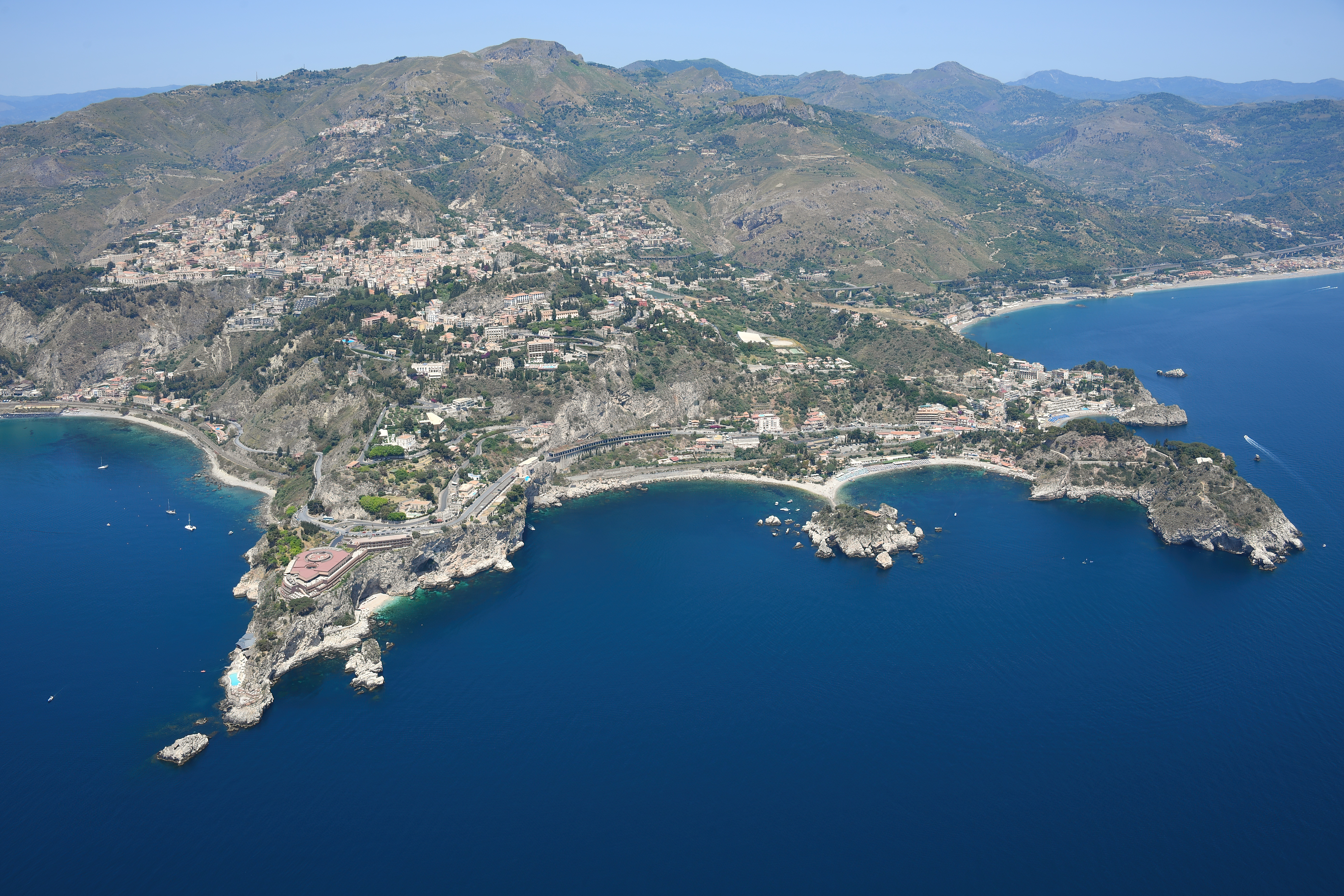

타오르미나(Taormina, 시칠리아어: Taurmina)는 이탈리아 시칠리아섬 동쪽 해안에 있는 메시나 광역시의 코무네이다. 타오르미나는 19세기부터 관광지였다. 이솔라 벨라 해변을 포함한 이오니아해의 해변은 1992년에 건설된 공중 트램웨이와 북쪽의 메시나, 남쪽의 카타니아에서 고속도로를 통해 접근할 수 있다. 2017년 5월 26~27일 타오르미나는 제43차 G7 정상회담을 개최했다.

## 출신 인물
- 카를라 카솔라: 배우, 작곡가

## 같이 보기
- 이탈리아의 로마 가톨릭 교구 목록